# St. Nikolaus (Wanfried)

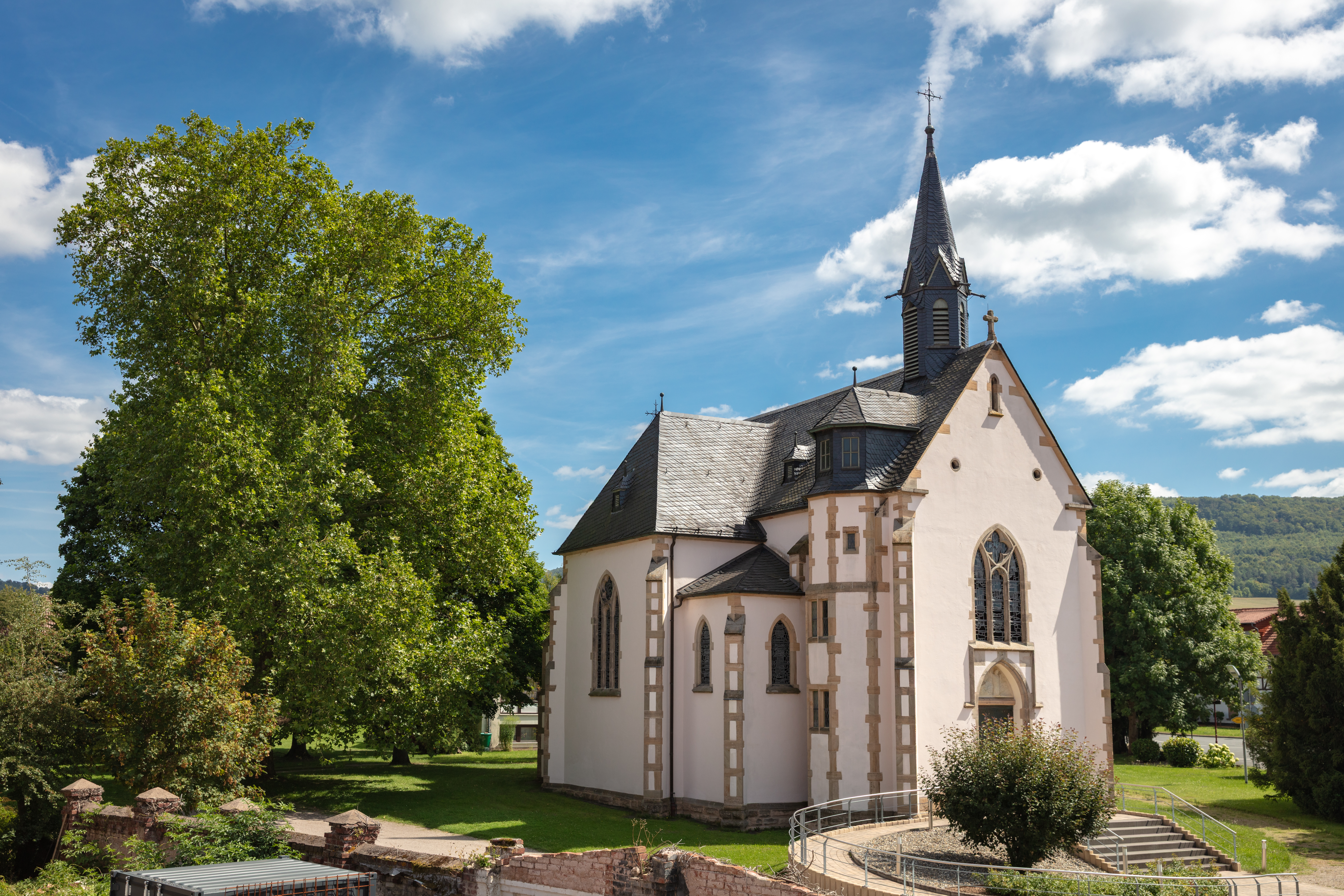
St. Nikolaus (Wanfried) im August 2025

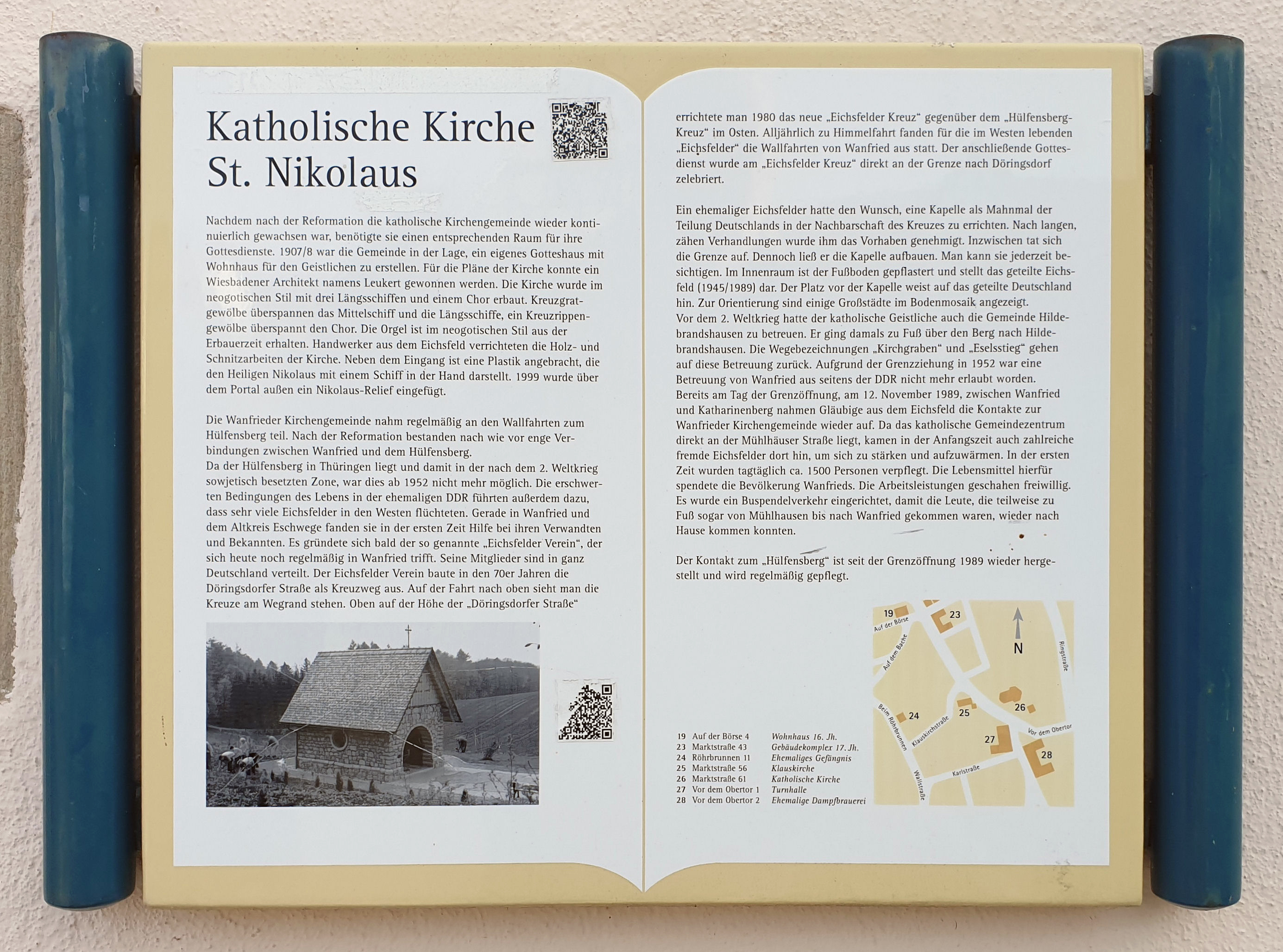
Gedenktafel am Haus

Die katholische Filialkirche St. Nikolaus ist ein denkmalgeschütztes Kirchengebäude, das in Wanfried steht, einer Landstadt im Werra-Meißner-Kreis (Hessen). Die Gemeinde gehört zum 
Pastoralverbund St. Gabriel Werra-Meißner im Dekanat Eschwege-Bad Hersfeld des Bistums Fulda.

## Beschreibung
Die Kreuzkirche wurde 1907/1908 nach Plänen von Friedrich Leukart gebaut. Die Wände von Langhaus, Querschiff und Chor werden von Strebepfeilern gestützt. Aus dem Satteldach des Langhauses erhebt sich im Westen ein sechseckiger Dachreiter, der mit einem spitzen Helm bedeckt ist. 
Der Innenraum des Langhauses ist mit einem Kreuzgratgewölbe, der Chor mit einem Kreuzrippengewölbe überspannt. Von der bauzeitlichen Kirchenausstattung sind nur noch geringe Reste vorhanden. Die Orgel mit 14 Registern, 2 Manualen und Pedal wurde 1977 von der Orgelbau Kreienbrink im Prospekt des Vorgängerinstruments von 1908 gebaut.